# Divizija Patrick
Divizija Patrick lige NHL je bila ustanovljena leta 1974 kot del konference Clarenca Campbella. Divizija se je nato leta 1981 preselila v Konferenco valižanskega princa. Divizija je obstajala 19 sezon, ukinili so jo leta 1993. Divizija se je imenovala po kanadskemu hokejistu in članu Hokejskega hrama slavnih lige NHL, Lesterju Patricku. Divizija je predhodnica današnje Atlantske divizije. 

## Zgodovina divizije

#### Spremembe od sezone 1973/74
- Divizija Patrick je ustanovljena kot posledica preureditve lige NHL
- New York Islanders in New York Rangers prideta v divizijo iz Vzhodne divizije
- Atlanta Flames in Philadelphia Flyers prideta v divizijo iz Zahodne divizije

### 1974–1979
- Atlanta Flames
- New York Islanders
- New York Rangers
- Philadelphia Flyers

#### Spremembe od sezone 1978/79
- Washington Capitals pridejo iz divizije Norris

### 1979–1980
- Atlanta Flames
- New York Islanders
- New York Rangers
- Philadelphia Flyers
- Washington Capitals

#### Spremembe od sezone 1979/80
- Klub Atlanta Flames se je preselil v Calgary, Alberta, in postal Calgary Flames

### 1980–1981
- Calgary Flames
- New York Islanders
- New York Rangers
- Philadelphia Flyers
- Washington Capitals

#### Spremembe od sezone 1980/81
- Divizija Patrick je prestavljena iz Konference Clarenca Campbella v Konferenco valižanskega princa
- Calgary Flames odide v divizijo Smythe
- Pittsburgh Penguins se pridruži diviziji iz divizije Norris

### 1981–1982
- New York Islanders
- New York Rangers
- Philadelphia Flyers
- Pittsburgh Penguins
- Washington Capitals

#### Spremembe od sezone 1981/82
- Colorado Rockies se preseli v East Rutherford, New Jersey, in postane New Jersey Devils
- New Jersey Devils se pridruži diviziji iz divizije Smythe

### 1982–1993
- New Jersey Devils
- New York Islanders
- New York Rangers
- Philadelphia Flyers
- Pittsburgh Penguins
- Washington Capitals

### Spremembe po sezoni 1992/93
Liga je preurejena v dve konferenci s po dvema divizijama:
- Vzhodna konferenca
  - Atlantska divizija
  - Severovzhodna divizija
- Zahodna konferenca
  - Centralna divizija
  - Pacifiška divizija

## Prvaki Divizije Patrick
- 1975 - Philadelphia Flyers (51–18–11, 113 točk)
- 1976 - Philadelphia Flyers (51–13–16, 118 točk)
- 1977 - Philadelphia Flyers (48–16–16, 112 točk)
- 1978 - New York Islanders (48–17–15, 111 točk)
- 1979 - New York Islanders (51–15–14, 116 točk)
- 1980 - Philadelphia Flyers (48–12–20, 116 točk)
- 1981 - New York Islanders (48–18–14, 110 točk)
- 1982 - New York Islanders (54–16–10, 118 točk)
- 1983 - Philadelphia Flyers (49–23–8, 106 točk)
- 1984 - New York Islanders (50–26–4, 104 točk)
- 1985 - Philadelphia Flyers (53–20–7, 113 točk)
- 1986 - Philadelphia Flyers (53–23–4, 110 točk)
- 1987 - Philadelphia Flyers (46–26–8, 100 točk)
- 1988 - New York Islanders (39–31–10, 88 točk)
- 1989 - Washington Capitals (41–29–10, 92 točk)
- 1990 - New York Rangers (36–31–13, 85 točk)
- 1991 - Pittsburgh Penguins (41–33–6, 88 točk)
- 1992 - New York Rangers (50–25–5, 105 točk)
- 1993 - Pittsburgh Penguins (56–21–7, 119 točk)

## Prvaki konference
- 1982 - New York Islanders
- 1983 - New York Islanders
- 1984 - New York Islanders
- 1985 - Philadelphia Flyers
- 1986 - New York Rangers
- 1987 - Philadelphia Flyers
- 1988 - New Jersey Devils
- 1989 - Philadelphia Flyers
- 1990 - Washington Capitals
- 1991 - Pittsburgh Penguins
- 1992 - Pittsburgh Penguins
- 1993 - New York Islanders

## Zmagovalci Stanleyjevega pokala
- 1975 - Philadelphia Flyers
- 1980 - New York Islanders
- 1981 - New York Islanders
- 1982 - New York Islanders
- 1983 - New York Islanders
- 1991 - Pittsburgh Penguins
- 1992 - Pittsburgh Penguins

## Naslovi divizije Patrick po moštvih
| Moštvo              | Število naslovov | Zadnji naslov |
| ------------------- | ---------------- | ------------- |
| Philadelphia Flyers | 8                | 1987          |
| New York Islanders  | 6                | 1988          |
| New York Rangers    | 2                | 1994          |
| Pittsburgh Penguins | 2                | 1992          |
| Washington Capitals | 1                | 1989          |